# Stupino (rejon jefriemowski)
Stupino (ros. Ступино) – wieś (sieło) w Rosji, w obwodzie tulskim, w rejonie jefriemowskim. W 2010 liczyła 418 mieszkańców.